# Weser
Ne doit pas être confondue avec la Weser, nom allemand de la rivière germano-belge, la Vesdre.
La Weser (aussi appelée en français la Visurge, mais ce nom tend à disparaître) est un fleuve allemand né de la réunion de deux rivières, la Werra et la Fulda, qui confluent en Basse-Saxe à Hann. Münden. Après un parcours de 452 km, elle se jette dans la mer du Nord au niveau de Bremerhaven grâce à un grand estuaire, dans lequel se manifeste un phénomène de mascaret sur une longueur de 89 km.
La Weser est, avec l'Ems, le seul fleuve dont le cours se trouve entièrement sur le territoire allemand.
La Weser a permis le développement des grands ports de Brême et Bremerhaven.
Le couple Werra – Weser totalise 750 km, contre 670 km pour le couple Fulda – Weser.

## Étymologie

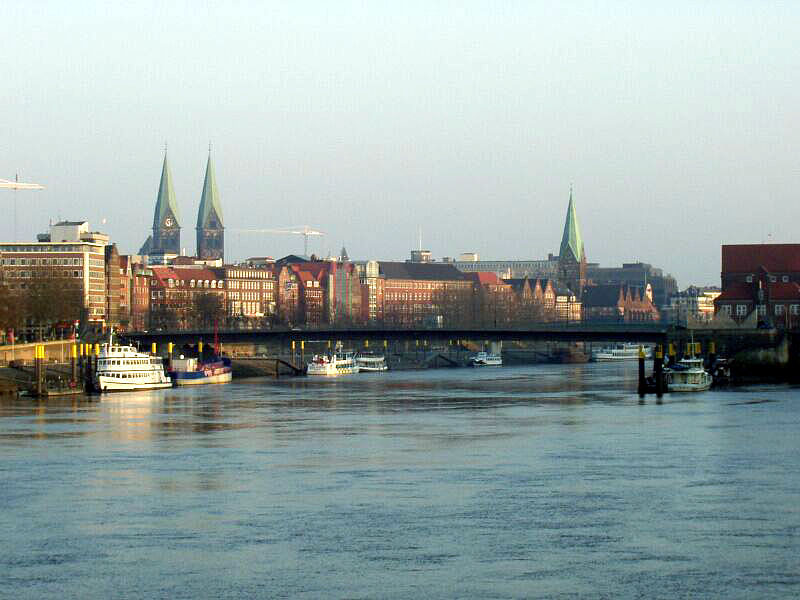
La Weser à Brême.

Étymologiquement, les noms de la « Weser » et de la « Werra » découlent d'une même source, la différenciation étant due à l'ancienne frontière linguistique entre le Haut-allemand et le Bas-allemand qui toucha la région de Münden, ville de la confluence des deux rivières.
La Weser (prononcez « véz-eur ») traverse la région de collines touristique du Weserbergland, qu'elle quitte par la Porta Westfalica au sud de Minden. Au nord de Minden, elle croise le Mittellandkanal (le « canal du Centre » allemand), qui franchit le fleuve au moyen d'un pont-canal. Puis, dans la grande plaine du nord de l'Allemagne, elle forme de nombreux méandres. Là, son cours est très aménagé avec des canaux de dérivation, des écluses, etc. Elle reçoit plusieurs affluents, notamment la Diemel, l'Aller (avec la Leine, la rivière de Hanovre) et la Hunte, la rivière d'Oldenburg.
Principales villes traversées par la Weser :
- Hamelin,
- Minden,
- Brême,
- Bremerhaven.

Le nom Weser est, en 2008, féminin en français, à l'image de sa dénomination allemande (die Weser), mais en 1811 l'administration napoléonienne créa un département nommé Bouches-du-Weser.

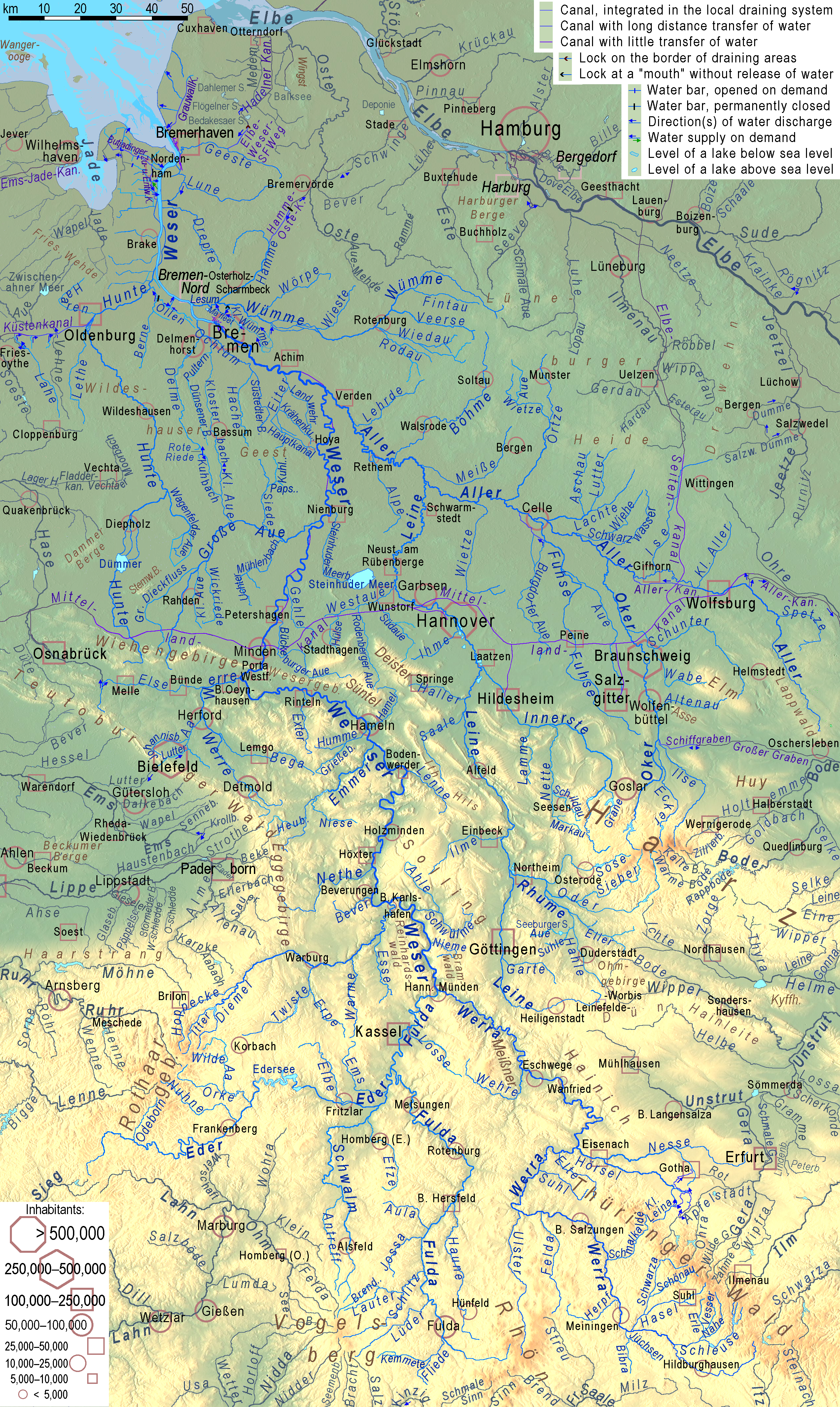
Cours de la Weser et des cours d'eau de son bassin de plus de 25 km,
voir aussi carte interactive des cours d'eau de son bassin de plus de 100 km.

## La correction de la Weser (1887-95)

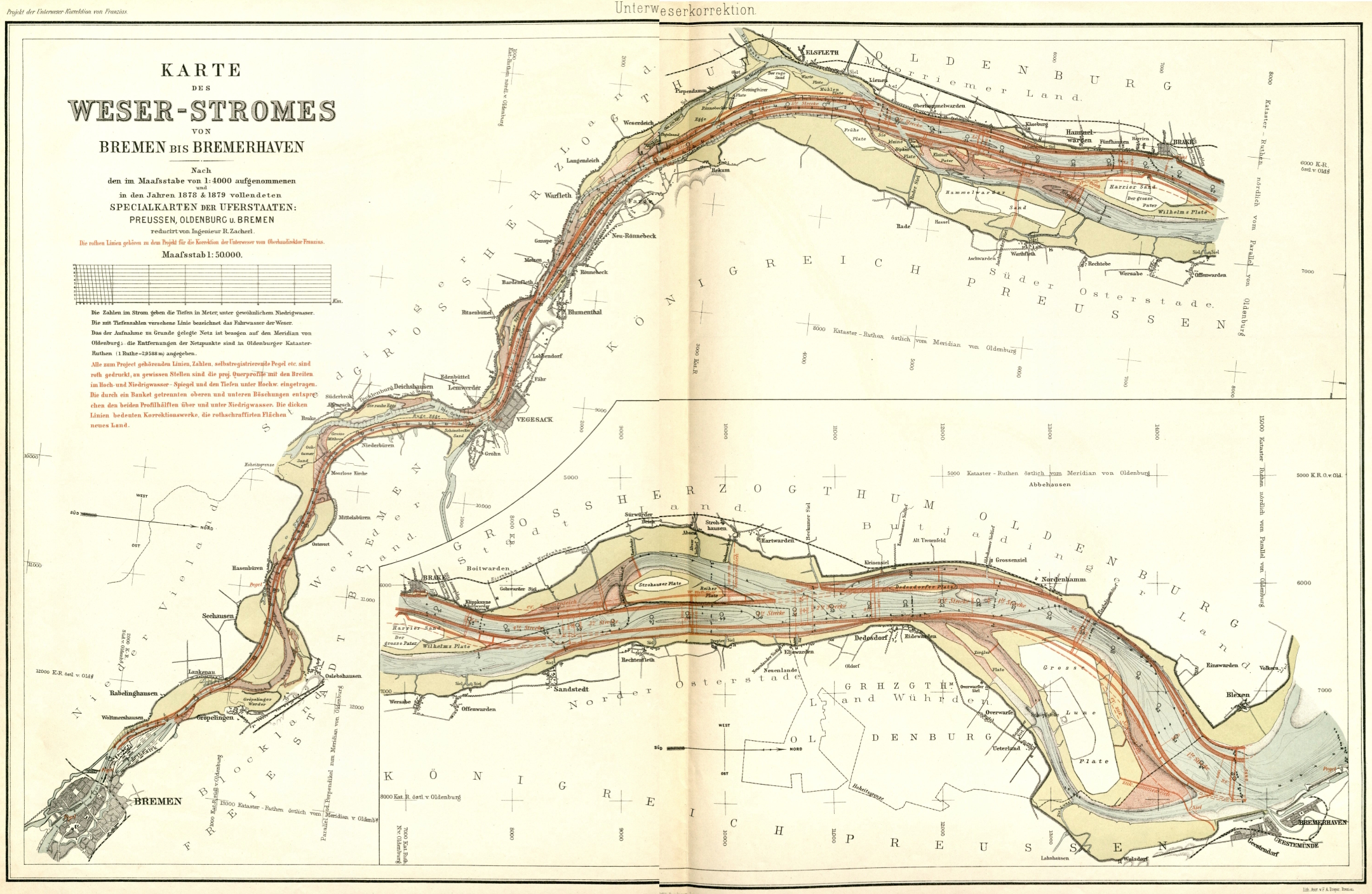
Carte présentante le projet de la correction dessinée et publiée par Franzius même.

La « correction » (hydraulique) ou rescindement de la Weser s’est traduite par la rectification du lit du fleuve entre l’Embouchure à Bremerhaven en mer du Nord et les ports de Brême. Ce chantier permit aux cargos de plus de 5 m de tirant d'eau de rallier à flot les ports de Brême.

### Le projet
La correction de la Weser répondait à une nécessité économique, car l’envasement croissant du lit du fleuve avait rendu le port de Brême inaccessible aux grands bateaux maritimes : c'était le port de Vegesack, à 20 km en aval qui servait jusque-là de hâvre de mouillage. C'est là qu'il fallait décharger les navires pour transborder les marchandises sur des péniches ou des barges capables, elles, d'atteindre Brême. Et comme le port de Vegesack menaçait désormais de s’envaser lui-même, on rechercha une solution globale et durable au problème.
Ce fut le directeur général des constructions de Brême, Ludwig Franzius, qui se chargea en 1875 de cette mission. Pendant des années, il contrôla le lit aval du fleuve, faisant mesurer le débit, la direction des courants et la profondeur en différents points. Dès 1878-79, il put faire dresser des cartes détaillées de l'estuaire, et à la fin de 1881 son projet était suffisamment élaboré pour qu'on puisse passer à la phase de réalisation. Toutefois, les travaux ne démarrèrent vraiment qu'en juillet 1887, après l'inauguration de la nouvelle darse à la mer de Brême, le Freihafen no 1 (actuelle « darse de l'Europe »).

### Les travaux

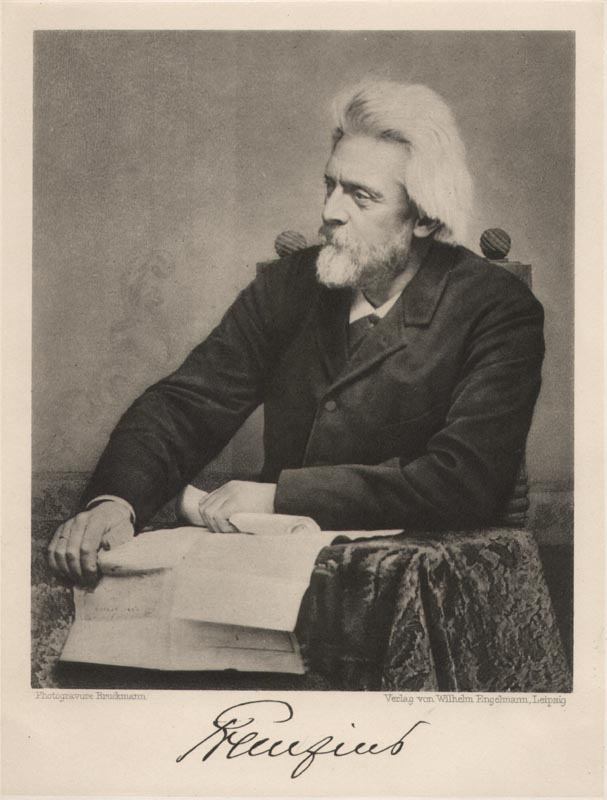
Ludwig Franzius

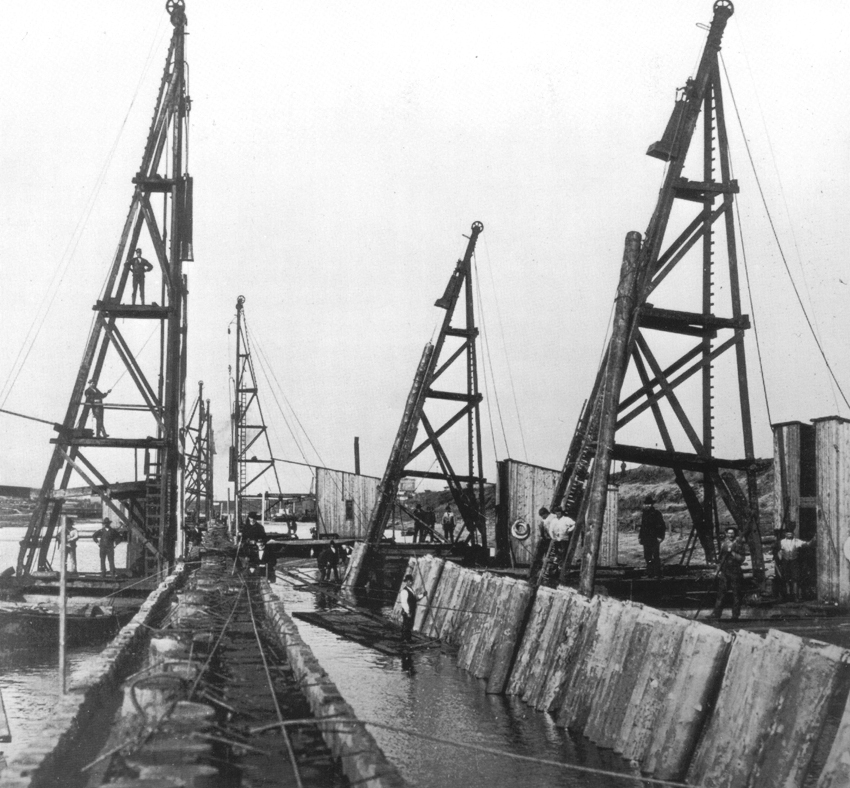
Battage à la sonnette d'un rideau continu de pieux dans le cadre du rescindement de la Weser, entre 1887 et 1895.

Il fallut remuer d'énormes masses de terre. Les dragages permirent d'extraire 30 millions de m3 de sable du lit du fleuve, qui retrouva un mouillage de 5 m. On rectifia les méandres, les berges furent renforcées au moyen de pieux en bois et de 1,2 million de mètres cubes d’enrochements, et le chenal fut stabilisé par des épis. En près de huit années de travaux, d’un lit marécageux et erratique ponctué de bancs de sable et de bras secondaires, il émergea un grand canal aux berges rectifiées, dont la largeur allait diminuant de façon à concentrer le débit des marées et à remonter jusqu’au port de Brême.
Au terme du chantier, en avril 1895, Franzius avait réussi à conformer le lit aval du fleuve en un gigantesque entonnoir. Le coût des travaux se monta à 30 millions de marks pour la rectification du lit entre Bremerhaven et Brême, et encore à peu près autant pour le tronçon de Bremerhaven à la Mer du Nord.
Aujourd'hui la statue du maître d’œuvre de cet énorme chantier domine la Weser au niveau du pont Wilhelm-Kaisen de Brême. Elle porte l'inscription suivante : « Ludwig Franzius... ouvrit au monde la route vers Brême. »
Par suite du charriage, le volume de sédiments à draguer pour l'entretien du chenal et du lit mineur est devenu considérable. L'amplitude de la marée est passée de 1 m au XIXe siècle (niveau mesuré au pont sur la Weser) à plus de 5 m (niveau mesuré à Oslebshausen). Pour freiner les progrès de l’érosion dans le cours moyen de la Weser, on édifia entre 1906 et 1911 un barrage à Bremen-Hastedt (qui a été reconstruit en 1993).